# Фінансист
Фінансист— це: спеціаліст в області фінансових операцій;
- підприємець, що для провадження своєї підприємницької діяльності став засновником або (спів)власником підприємства, на якому здійснюється діяльність у галузі фінансів (банк, страхувальна фірма тощо) і тим підприємець-фінансист відрізняється від промисловця та/або підприємця, що займається торговельною діяльністю (таких раніше називали купцями);

або (рідше)
- високого рівня посадова особа (менеджер) на фінансовому підприємстві.

## Фундатори фінансової науки і практики
- Вільям Петті – засновник політичної економії та знавець грошей і податків
- Джон Ло – англійській денді та фундатор глобальних фінансових проектів
- Давид Рікардо – біржовий спекулянт, фінансист та вчений
- Династія Ротшильдів – фінансових магнатів та кредиторів урядів
- Карл Маркс – філософ, революціонер та дослідник капіталу
Про капітал та створення додаткової вартості
- Альфред Маршалл – любитель математики та творець сучасної економічної науки
Про процент та прибуток на капітал
- М.Х.Бунге – ректор київського університету та розбудовник ринкових фінансових інститутів
Про заміну грошей кредитними знаками
- С.Ю.Вітте – міністр фінансів царської родини та батько золотого імперіалу
- Артур Кітсон – дослідник грошей і кредиту та критик «золотого стандарту»
- Сільвіо Гізелл – купець, чиновник та розробник оригінальної теорії грошей і процента
Про сутність грошей та феномен процента
- Герберт Кессон – місіонер, видавець та фінансовий консультант
Про мистецтво фінансової діяльності
- Луї Башельє – творець теорії фінансових спекуляцій
Про дію закону ймовірностей на фінансовому ринку
- Бенджамін Грехем – вчитель фінансистів та засновник інвестиційного аналізу
Про маржу безпеки як концепцію інвестиційної діяльності
- Дж.М. Кейнс – біржовий гравець та класик макрорегулювання
Про інфляцію, процент та цілі грошової політики
- Йозеф Шумпетер – дослідник підприємництва та джерел економічного розвитку
Про кредит та капітал

## Лауреати Нобелівської премії з економіки у галузі фінансів
- Мілтон Фрідмен – засновник монетаризму та романтик лібералізму
Про монетарну політику, гроші та економічні параметри розвитку
- Джеймс Тобін – знавець фінансових ринків та економічної політики
Про фактори попиту на фінансові активи
- Франко Модільяні – розробник теорій заощаджень та раціональних рішень
Про податки та дефіцитне фінансування
- Гаррі Марковіц – знавець математичних методів та фінансової диверсифікації
Про базові елементи портфельної теорії інвестицій
- Вільям Шарп – оцінювач капітальних активів та управитель пенсійними коштами
Про ф’ючерсні контракти на фондові індекси та їхні властивості
- Мертон Міллер – знавець корпоративних фінансів
Про емісію облігацій для збільшення капіталу
- Майрон Шоулз – фахівець з деривативів та заробітку на чужих ринках
Про сучасне та майбутнє деривативів
- Роберт Мертон – дослідник опціонів та майбутнього фінансових ринків
Про вплив інституційних інвесторів на фінансові інновації та ринок капіталу
- Роберт Манделл – творець оптимальних валютних зон та ефективної стабілізаційної політики
Про еволюцію міжнародної валютної системи
- Джозеф Стігліц – дослідник інформаційної економіки, страхового бізнесу та критик Світового банку
Про асиметричну інформацію та фінансові ринки
- Роберт Енгл – фахівець з економічної статистики та оцінки вартості ризику
Про фінансову волатильність та вартість ризику

## Сучасні фінансисти-практики, їх ідеї та рекомендації
- Джек Богль[1] – творець індексних фондів та романтик капіталізму
- Стівен Коен – знавець ринкової кон’юнктури та хедж-фондів[2]
- Білл Гросс – облігаційний експерт та інвестиційний гуру
Про правила інвестування на ринку цінних паперів
- Бенуа Мандельброт – конструктивний руйнівник сучасних фінансових теорій
Про особливості фінансових ринків та діяльності на них
- Алан Грінспен – фінансовий маг та радник президентів
Про золото та економічну свободу
- Воррен Баффет – інвестиційний чаклун із американської глибинки
Про правила ефективного інвестування
- Джордж Сорос – алхімік фінансів та прихильник відкритого суспільства
Про кредит як джерело нестабільності
- Мартін Лейбовіц[3] – фінансовий аналітик та розробник портфельних стратегій
Про інвестиційну стратегію використання альтернативних активів
- Костянтин Паливода[4] – архітектор вітчизняної системи фінансування житлового будівництва
Про ринкові механізми фінансування житлового будівництва
- Вадим Загребной[5] – новатор українського страхового бізнесу
Про репутацію як елемент інноваційного маркетингу